# Rapa (comune)
Il comune di Rapa è un comune francese di 482 abitanti che comprende due isole:
- Rapa Iti di 40,57 km² con 482 abitanti
- Marotiri 0,04 km², disabitato

Comprende due comuni associati
- Haurei o Ahurei (capoluogo)
- Area

## Fauna
Fra gli endemismi dell'isola figura il ragno linifide Paro simoni.